# Diego Vicente Tejera
Diego Vicente Tejera Calzado (20 de noviembre de 1848 - 6 de noviembre de 1903) fue un escritor, poeta, intelectual, político y patriota cubano del siglo XIX e inicios del siglo XX. Independentista convencido, también fue un importante precursor del movimiento socialista en Cuba. 

## Biografía
Nació el 20 de noviembre de 1848 en la ciudad de Santiago de Cuba, Cuba. Sus padres fueron Diego Vicente Tejera y Piloña y Ascensión Calzado y Portuondo. 
En su adolescencia, comenzó los estudios de sacerdocio, pero pronto los abandonó, pues no sentía la vocación. A los 16 años, intentó alistarse en el ejército español, para ir a combatir a República Dominicana, por aquel entonces bajo ocupación española. Al no ser aceptado, rompe con el Gobierno colonial español de Cuba y comienza a distribuir panfletos anticoloniales en su ciudad. 
En 1866, viaja a Estados Unidos. Meses después, se traslada a Europa. En un periplo de varios meses, recorre París, Londres, Bélgica y el Rin. En septiembre de 1868, al estallar la revolución contra Isabel II en España, Diego viaja a Madrid. Poco después, marcha a Puerto Rico, donde toma parte en el Grito de Lares. Tras el fracaso de este, Diego se exilia en Venezuela, junto a Ramón Emeterio Betances. 
En Caracas, finaliza sus estudios y luego combate contra Guzmán Blanco. Herido y capturado, debe exiliarse en Barcelona, España. A partir de ese momento, comienza su obra intelectual. Tiempo después, viaja a Nueva York, donde entra en contacto con los exiliados cubanos e intenta solicitar un viaje a Cuba, para unirse a los independentistas en la Guerra de los Diez Años (1868-1878), pero le es denegada su solicitud. 
Terminada la guerra en Cuba, Diego regresa a su país y colabora con varias publicaciones. Pronto, intenta regresar a España, pero su barco naufraga y debe recalar en Nueva York. En dicha ciudad, contacta de nuevo con los independentistas cubanos exiliados y conoce a José Martí. En 1883, se casó en La Habana con una joven llamada María Teresa, con quien tuvo tres hijos, llamados Diego Luis, Ascensión y Paul Louis. 
Entre 1888 y 1892, residió en París, pero vino a Cuba para la inauguración del Teatro Terry, en la ciudad de Cienfuegos. Enfermo, regresa a Nueva York en 1894. Su enfermedad le impide unirse a los independentistas cubanos en la Guerra Necesaria (1895-1898). Continúa con su trabajo periodístico e intelectual en Estados Unidos hasta el fin de la guerra en Cuba (1898), cuando regresa a la Isla. 
De ideas marxistas, Tejera funda el primer Partido Socialista Cubano, el 22 de mayo de 1899, de corta vida. En 1900, intenta refundar el partido con el nombre de Partido Popular, pero fracasa. Falleció de un cáncer de garganta en La Habana, poco antes de cumplir los 55 años de edad, el 6 de noviembre de 1903.